# Popůvky (kraj południowomorawski)
Popůvky – gmina w Czechach, w powiecie Brno, w kraju południowomorawskim.
1 stycznia 2017 gminę zamieszkiwało 1532 osoby, a ich średni wiek wynosił 35,3 roku.